# Heleomicra lenis
Heleomicra lenis är en tvåvingeart som beskrevs av Mcalpine 2007. Heleomicra lenis ingår i släktet Heleomicra och familjen myllflugor. Inga underarter finns listade i Catalogue of Life.